# Austrália nos Jogos Paralímpicos de Verão de 2004
Austrália participou dos Jogos Paralímpicos de Verão de 2004, que foram realizados na cidade de Atenas, na Grécia, entre os dias 17 e 28 de setembro de 2004.
A delegação australiana conquistou cento e uma medalhas (26 ouros, 39 pratas, 36 bronzes) nesta edição das Paralimpíadas.